# Ǒ̧
Cette page contient des caractères spéciaux ou non latins. S’ils s’affichent mal (▯, ?, etc.), consultez la page d’aide Unicode.
Ǒ̧ (minuscule : ǒ̧), appelé O caron cédille, est un graphème utilisé dans l’écriture de certaines langues camerounaises dont le mundani. Il s’agit de la lettre O diacritée d’un caron et d’une cédille.

## Utilisation
En langues camerounaises suivant l’Alphabet général des langues camerounaises, ‹ o̧ › représente un O nasalisé et le caron indique le ton montant. Il ne s’agit pas d’une lettre à part entière, et elle est placée avec le O sans accent ou avec un autre accent dans l’ordre alphabétique.

## Représentations informatiques
Le O caron cédille peut être représenté avec les caractères Unicode suivants :
- précomposé et normalisé (latin étendu B, diacritiques) :

| formes    | représentations | chaînes de caractères | points de code | descriptions                                        |
| --------- | --------------- | --------------------- | -------------- | --------------------------------------------------- |
| capitale  | Ǒ̧               | Ǒ◌̧                    | U+01D1 U+0327  | lettre majuscule latine o caron diacritique cédille |
| minuscule | ǒ̧               | ǒ◌̧                    | U+01D2 U+0327  | lettre minuscule latine o caron diacritique cédille |

- décomposé et normalisé (latin de base, diacritiques) :

| formes    | représentations | chaînes de caractères | points de code       | descriptions                                                    |
| --------- | --------------- | --------------------- | -------------------- | --------------------------------------------------------------- |
| capitale  | Ǒ̧               | O◌̧◌̌                   | U+004F U+0327 U+030C | lettre majuscule latine o diacritique cédille diacritique caron |
| minuscule | ǒ̧               | o◌̧◌̌                   | U+006F U+0327 U+030C | lettre minuscule latine o diacritique cédille diacritique caron |

## Sources
- (en) Elizabeth Parker et Mary Annett, Mundani-English Lexicon, 1990 (lire en ligne)